# Carol Wainio
Carol Wainio (née en 1955) est une peintre canadienne. Son travail a été exposé dans plusieurs galeries d'art au Canada, aux États-Unis, l'Europe et la Chine. Elle a remporté de nombreux prix, dont le Prix du Gouverneur Général en arts visuels et en arts médiatiques en 2014.

## Biographie
Née à Sarnia, en Ontario, Carol provient d'une famille des immigrants finlandais. Elle a étudié à l'université Nova Scotia College of Art and Design et à l'Université de Toronto et elle a une Maîtrise en Beaux-Arts de l'Université Concordia à Montréal.
Elle vit à Ottawa et elle est professeure adjointe en arts visuels à l'Université d'Ottawa.

## Carrière de peintre

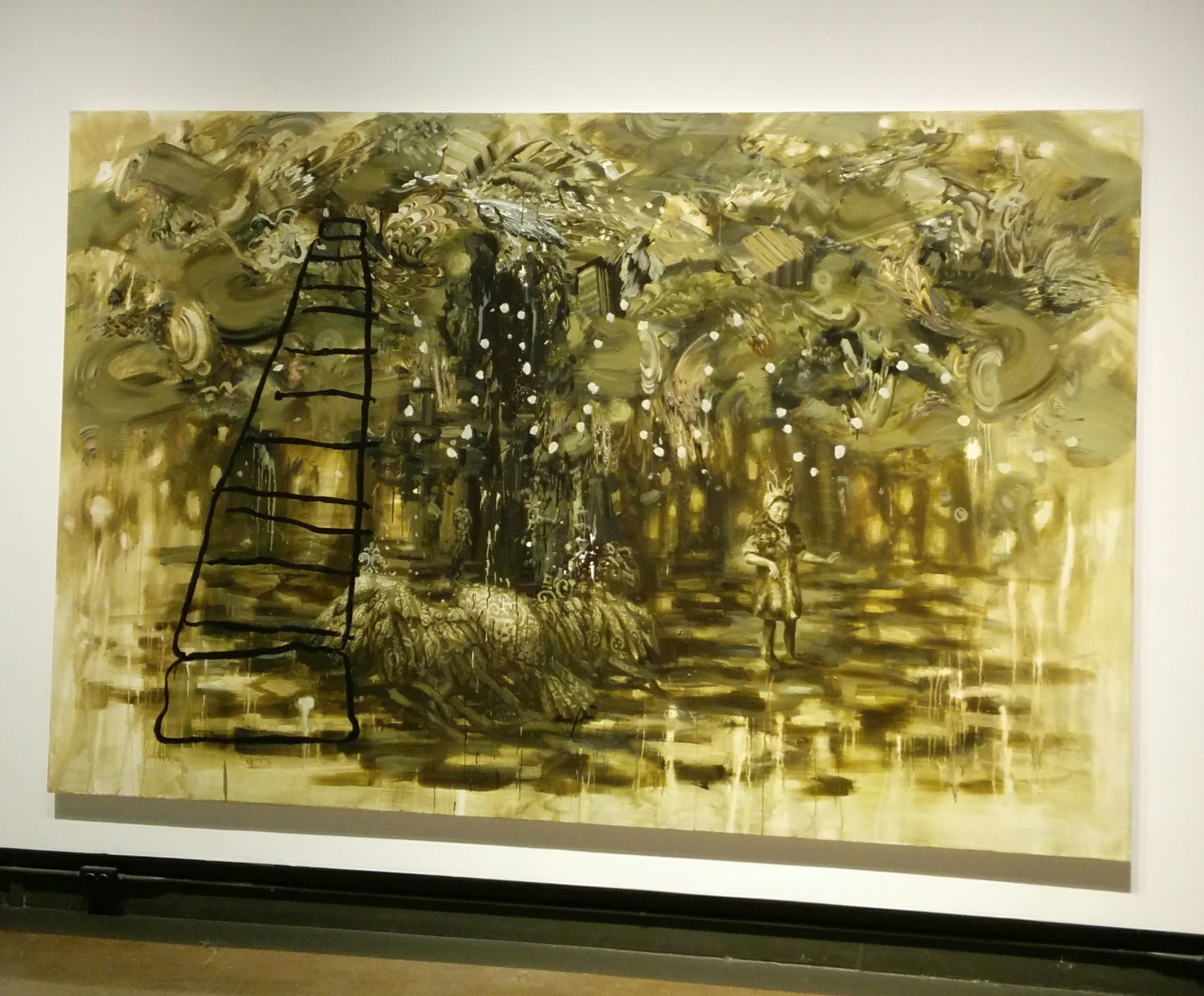
Wainio est la Fin de la Saison (2012) sur l'affichage à la région de Kitchener-Waterloo Art Gallery dans le cadre de l'2016 exposition, Apaisé Vie: Oeuvres de la Collection Permanente.

Ses œuvres d'art font souvent référence à des sujets variés qui touchent autant des contes de fées que la crise financière mondiale de 2007-2008.
Sa première exposition personnelle a eu lieu à Galerie Yarlow/Salzman à Toronto, en 1982. En 1990, ses peintures ont été exposées dans la Biennale de Venise, à Venise, en Italie. 

## Musées et collections publiques
- Galerie Leonard & Bina Ellen, Université Concordia
- McMichael Canadian Art Collection
- Musée d'art contemporain de Montréal
- Musée d'art de Joliette
- Musée des beaux-arts de l'Ontario
- Musée des beaux-arts de Montréal
- Musée des beaux-arts du Canada
- Musée national des beaux-arts du Québec[6]
- Vancouver Art Gallery
- galerie Simon Blais de l’édifice Belge à Montréal